# Cataglyphis oxianus
Cataglyphis oxianus é uma espécie de inseto do gênero Cataglyphis, pertencente à família Formicidae.